# Liste der Ramsar-Gebiete in der Republik Moldau
Die Ramsar-Gebiete in der Republik Moldau umfassen insgesamt drei Feuchtgebiet mit einer Gesamtfläche von 94.705 ha, die unter der Ramsar-Konvention registriert sind (Stand April 2022). Das nach dem Ort des Vertragsschlusses, der iranischen Stadt Ramsar benannte Abkommen ist eines der ältesten internationalen Vertragswerke zum Umweltschutz. In der Republik Moldau trat die Ramsar-Konvention am 20. Oktober 2000 in Kraft.
Zu den Ramsar-Gebieten in der Republik Moldau zählen Feuchtgebiet wie Flüsse, Bäche, Süßwasserquellen, Tümpel und alte Flussarme, Fischteiche und Seen, Überschwemmungsflächen mit saisonal vom jeweiligen Wasserstand abhängigem Grasland und Schilfröhrichten.
Im Folgenden sind alle Ramsar-Gebiete in der Republik Moldau nach Ausweisungsdatum aufgelistet.
| Nr. | Name des Gebiets | Bild | Ramsar-Gebietsnr. | Ausweisungs- datum | Fläche (ha) | Höhe (m)   | Management- plan | Region                        | Lage                     |
| --- | ---------------- | ---- | ----------------- | ------------------ | ----------- | ---------- | ---------------- | ----------------------------- | ------------------------ |
| 1   | Lower Dniester   |      | 1316              | 20. Aug. 2003      | 60000       | 51–245     | Ja               | Transnistrien                 | 46,56453° N, 29,81689° O |
| 2   | Lower Prut Lakes |      | 1029              | 20. Juni 2000      | 19152       | −2 bis 193 | Ja               | Rajon Cahul                   | 45,69803° N, 28,18336° O |
| 3   | Unguri-Holosnita |      | 1500              | 14. Sep. 2005      | 15553       | 2–153      | Ja               | Rajon Soroca und Rajon Ocnița | 48,28306° N, 28,05° O    |